# Neonuncia
Neonuncia is een geslacht van hooiwagens uit de familie Triaenonychidae.
De wetenschappelijke naam Neonuncia is voor het eerst geldig gepubliceerd door Roewer in 1914. 

## Soorten
Neonuncia omvat de volgende 5 soorten:
- Neonuncia blacki
- Neonuncia campbelli
- Neonuncia eastoni
- Neonuncia enderbei
- Neonuncia opaca